# Metropolia Maceió
Metropolia Maceió – metropolia Kościoła rzymskokatolickiego w Brazylii. Składa się z metropolitalnej archidiecezji Maceió i dwóch diecezji. Została erygowana 13 lutego 1920 r. konstytucją apostolską Inter varias papieża Benedykta XV. Od 2006 r. godność arcybiskupa metropolity sprawuje abp Antônio Muniz Fernandes.
W skład metropolii wchodzą:
- Archidiecezja Maceió
  - Diecezja Palmeira dos Índios
  - Diecezja Penedo

Prowincja kościelna Maceió wraz z metropoliami Olinda i Recife, Natal i Paraíba tworzą region kościelny Nordeste II, zwany też regionem Pernambuco, Paraíba, Rio Grande do Norte i Alagoas.

## Metropolici
- Manuel Antônio de Oliveira Lopes (1920 – 1922)
- Santino Maria da Silva Coutinho (1923 – 1939)
- Ranulfo da Silva Farias (1939 – 1963)
- Adelmo Cavalcante Machado (1963 – 1976)
- Miguel Fenelon Câmara Filho (1976 – 1984)
- José Lamartine Soares (1985)
- Edvaldo Gonçalves Amaral (1985 – 2002)
- José Carlos Melo (2002 – 2006)
- Antônio Muniz Fernandes (2006 – 2024)
- Carlos Alberto Breis Pereira (od 2024)